# Yuanba (köping i Kina)
Yuanba (kinesiska: 元坝镇, 元坝) är en köping i Kina. Den ligger i provinsen Sichuan, i den sydvästra delen av landet, omkring 170 kilometer sydost om provinshuvudstaden Chengdu.
Genomsnittlig årsnederbörd är 1 420 millimeter. Den regnigaste månaden är september, med i genomsnitt 265 mm nederbörd, och den torraste är december, med 14 mm nederbörd.